# Tenthredo scrophulariae
Tenthredo scrophulariae é uma espécie de insetos himenópteros, mais especificamente de moscas-serra pertencente à família Tenthredinidae.
A autoridade científica da espécie é Linnaeus, tendo sido descrita no ano de 1758.
Trata-se de uma espécie presente no território português.

## Distribuição e habitat

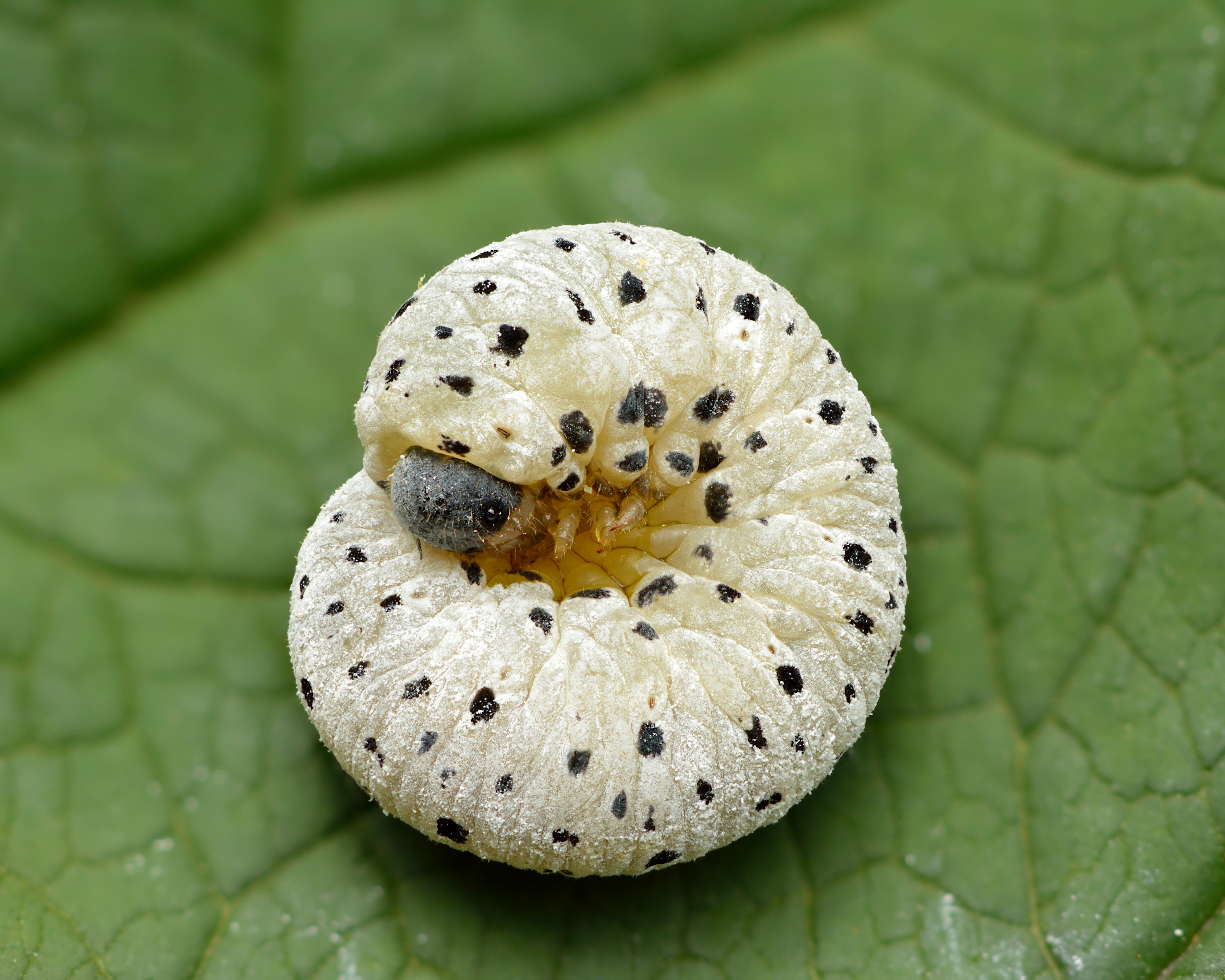
Larva em posição defensiva

Esta espécie está amplamente distribuída pela Europa, Turquia e Transcaucásia, em prados onde quer que cresça figwort.

## Descrição
Tenthredo scrophulariae pode atingir um comprimento corporal de aproximadamente 11-15 milímetros. É facilmente reconhecível por sua aparência semelhante a uma vespa, embora não tenha a "cintura" fina de uma verdadeira vespa. A cabeça é preta e bastante curta, com cantos posteriores proeminentes e retangulares. O flagelo das antenas não é estreitado na ponta, é bastante curto (menos que duas vezes o comprimento da largura da cabeça) em comparação com muitas espécies relacionadas. É de cor laranja, enquanto na maioria das espécies semelhantes do gênero é preto. O tórax é predominantemente preto, apenas o pronoto e o escutelo são amarelos. O abdômen é preto, com faixas transversais amarelas.
A borda dianteira das asas anteriores, incluindo as veias, tem uma intensa cor vermelho-laranja, enquanto a membrana restante da asa é transparente amarelada pálida, com tonalidade acinzentada em direção à ponta. As pernas dianteiras são quase completamente amarelas, mas os lados superiores das fêmures são pretos. As pernas do meio e traseiras são laranja, mas os fêmures das pernas traseiras são completamente pretos. No par de pernas do meio, os fêmures podem ser completamente pretos ou apenas com os lados traseiros pretos.
As larvas são relativamente grandes, com um comprimento de 30 milímetros e possuem 22 pernas. Elas têm um corpo branco com manchas pretas e se alimentam de verbasco e figwort.

## Biologia
As larvas se alimentam de agosto a setembro. Elas hibernam em outubro. Os adultos estão em voo de maio a agosto do ano seguinte. Essas moscas-serras são bastante tranquilas e permitem observação próxima. Elas voam de forma preguiçosa, com suas longas pernas amarelas penduradas. Os adultos se alimentam de pequenos insetos e podem ser encontrados com frequência em umbelíferas (Heracleum sphondylium), se alimentando de néctar e pólen. As larvas se alimentam principalmente das folhas do figwort (Scrophularia).
Elas também ocorrem em Buddleja e em mullein preto (Verbascum nigrum), onde se alimentam apenas das folhas mais velhas e menos peludas.
As larvas são parasitadas por várias espécies de parasitoides da família Ichneumonidae (Mesoleptidea prosoleuca e Euceros serricornis).

## Galeria

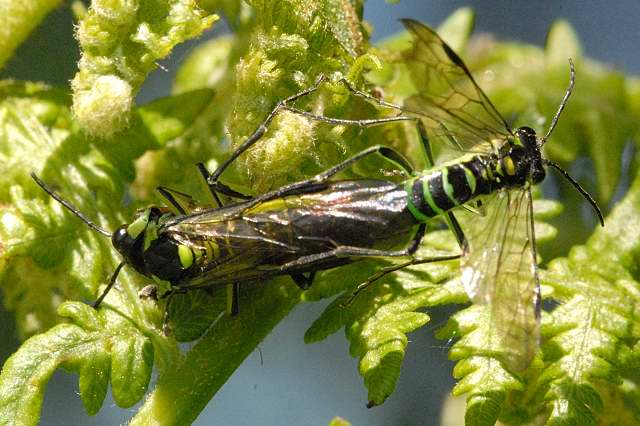
Acasalamento
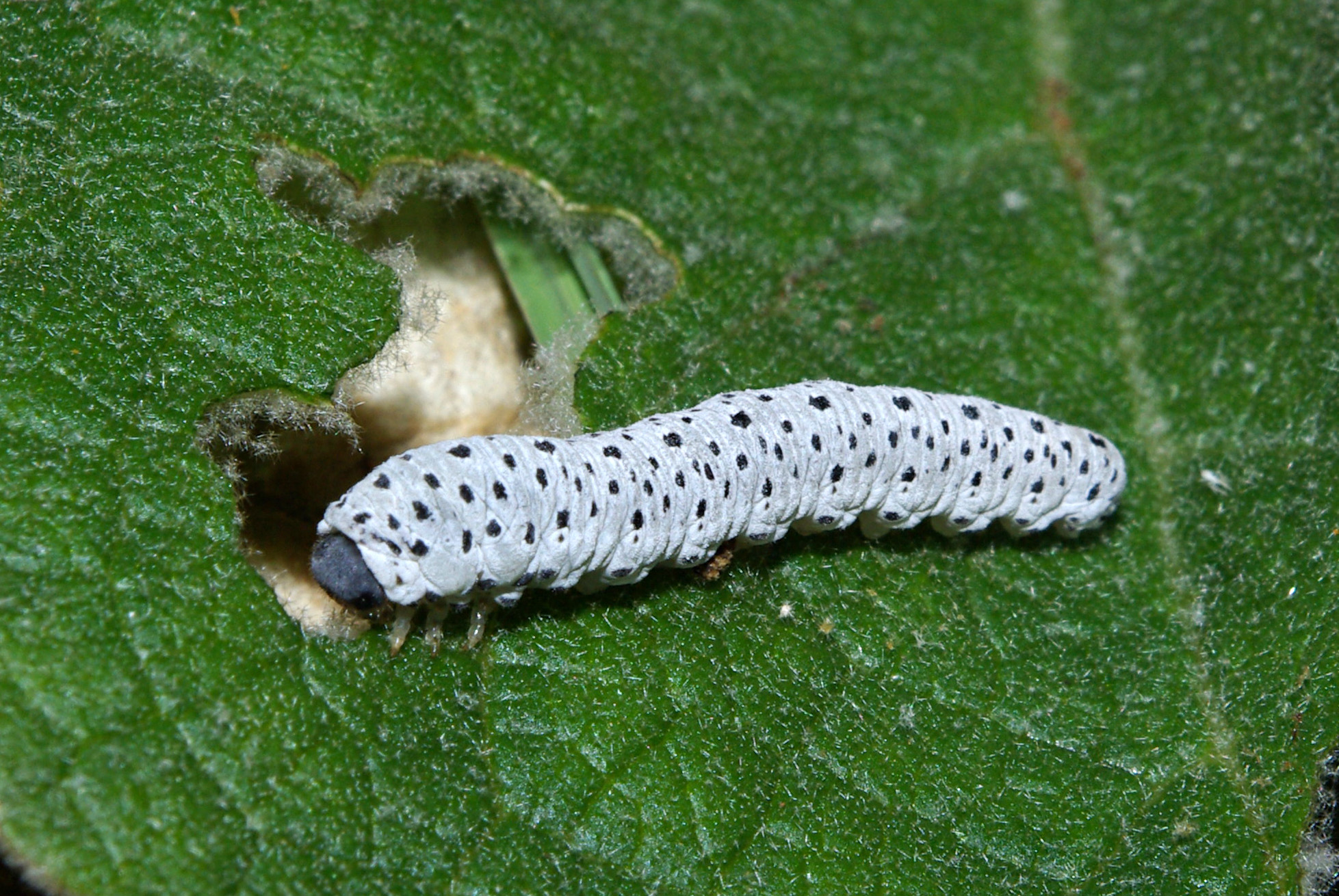
Larva
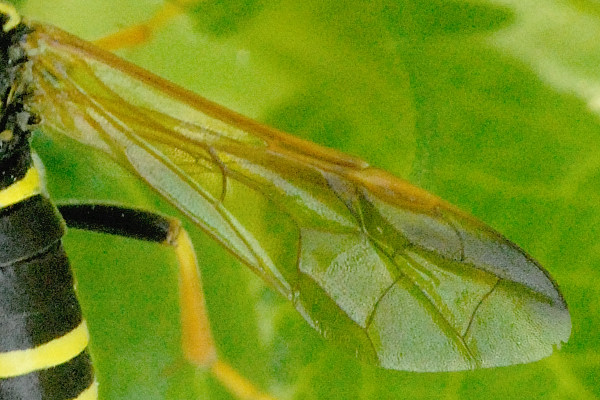
Close-up em uma asa
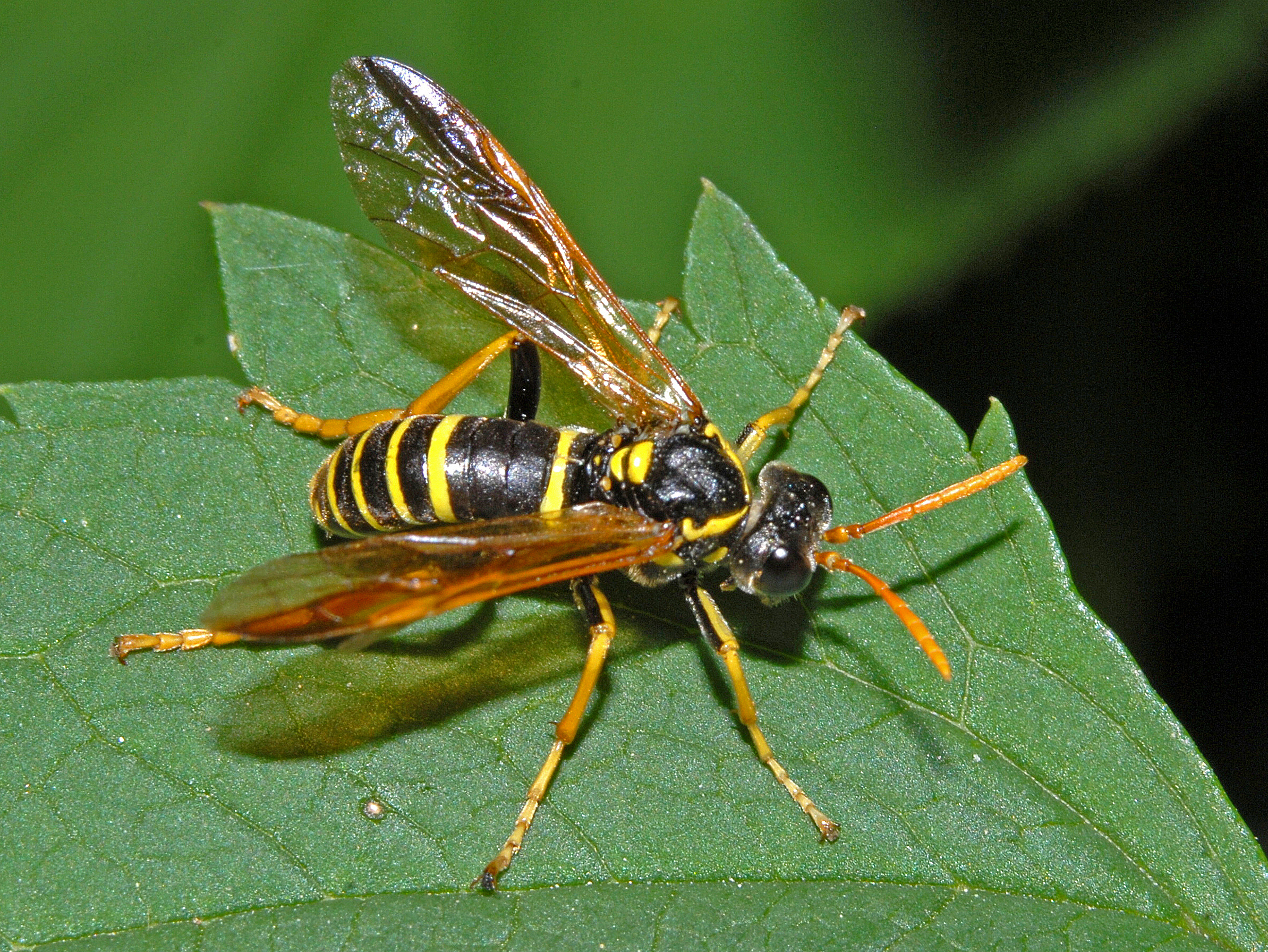
Imago